# Zdenko von Sternberg

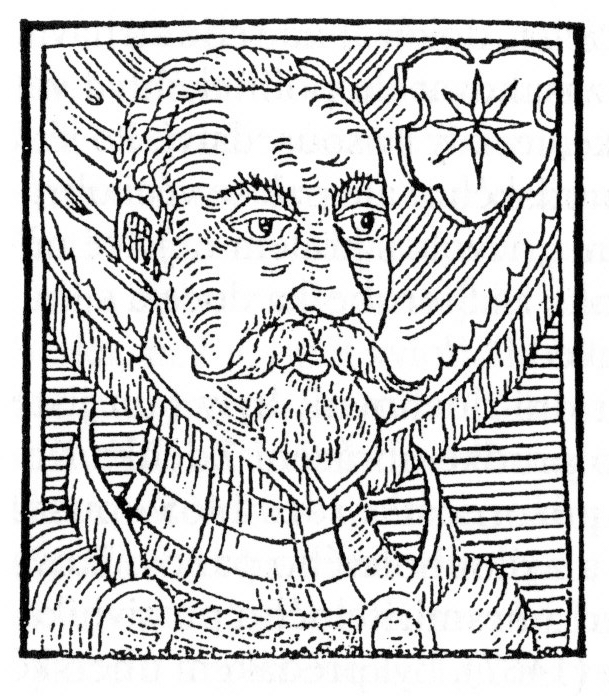
Zdenko von Sternberg (1410–1474)

Zdenko von Sternberg (tschechisch Zdeněk Konopišťský ze Šternberka, auch Zdenko von Sternberg auf Konopischt; * 1410; † 4. Dezember 1476 in Wiener Neustadt) war ein böhmischer Adliger, Diplomat und Politiker aus dem Geschlecht der Sternberger.

## Leben
Er gehörte zu den berühmtesten Persönlichkeiten des Geschlechts Sternberg. Er lebte auf Schloss Konopischt, ihm gehörten daneben Český Šternberk, Zelená Hora, Kašperk, Roudnice nad Labem und weitere Ländereien. Er wurde 1437 erstmals schriftlich als Herr von Konopište erwähnt.
Zdeniek, vermeintlicher Sohn von Peter von Sternberg, war ein eigensüchtiger, hitziger Mensch. Ihm wurde auch Unbeständigkeit und Verschwendung nachgesagt. Als er 1400 Konopischt erhielt, verkaufte er Wessely und die umliegenden Dörfer. Er mischte bei allen öffentlichen und familiären Entscheidungen mit, oft zum Nachteil des Landes, aber auch einzelner Personen. Obwohl Katholik, kämpfte er auch auf der Seite der Utraquisten, sofern es ihm Vorteile einbrachte. Allerdings machte es ihm auch nichts aus, als Befehlshaber der Waisen diese wirtschaftlich zu schädigen.
1446 war er Mitunterzeichner eines Dokuments, in dem Papst Eugen IV. anerkannt wurde. 1477 fungierte er als Botschafter beim Kaiser Friedrich. 1448 überfiel er mit den Podiebrader Hussiten Prag und ausbedingte sich, zum Prager Burggrafen ernannt zu werden. Mit den Podiebrader Brüdern unternahm er 1450 Eroberungszüge in der Region Strakonitz, belagerte und eroberte die Burg Kosteletz, die er später zugesprochen bekam, kämpfte gegen die Sachsen, erhielt Meschitz und wurde 1451 und 1452 als Gesandter nach Wien beordert.
Im gleichen Jahr gehörte er zu den Adeligen, die Georg von Podiebrad zum Verwalter Böhmens wählten. Dieser veranlasste dann, dass er vom König Ladislaus Postumus eine Vielzahl kleinerer Höfe zugesprochen bekam, vor allem Kosteletz, Raudnitz und Helfenburg. Er bekam einen Sitz im königlichen Rat und wurde oft mit diplomatischen Aufgaben betraut. 1454 schickte man ihn nach Breslau, 1456 begleitete er den König nach Ungarn, und 1457 leitete er eine Gesandtschaft des böhmischen Königs Ladislaus nach Frankreich. In dessen Namen bat er um die Hand der Prinzessin Magdalena, Tochter Karls VII. Er erhielt die Zustimmung, aber noch bevor er nach Böhmen zurückkam, war der junge König Ladislaus unerwartet verstorben.

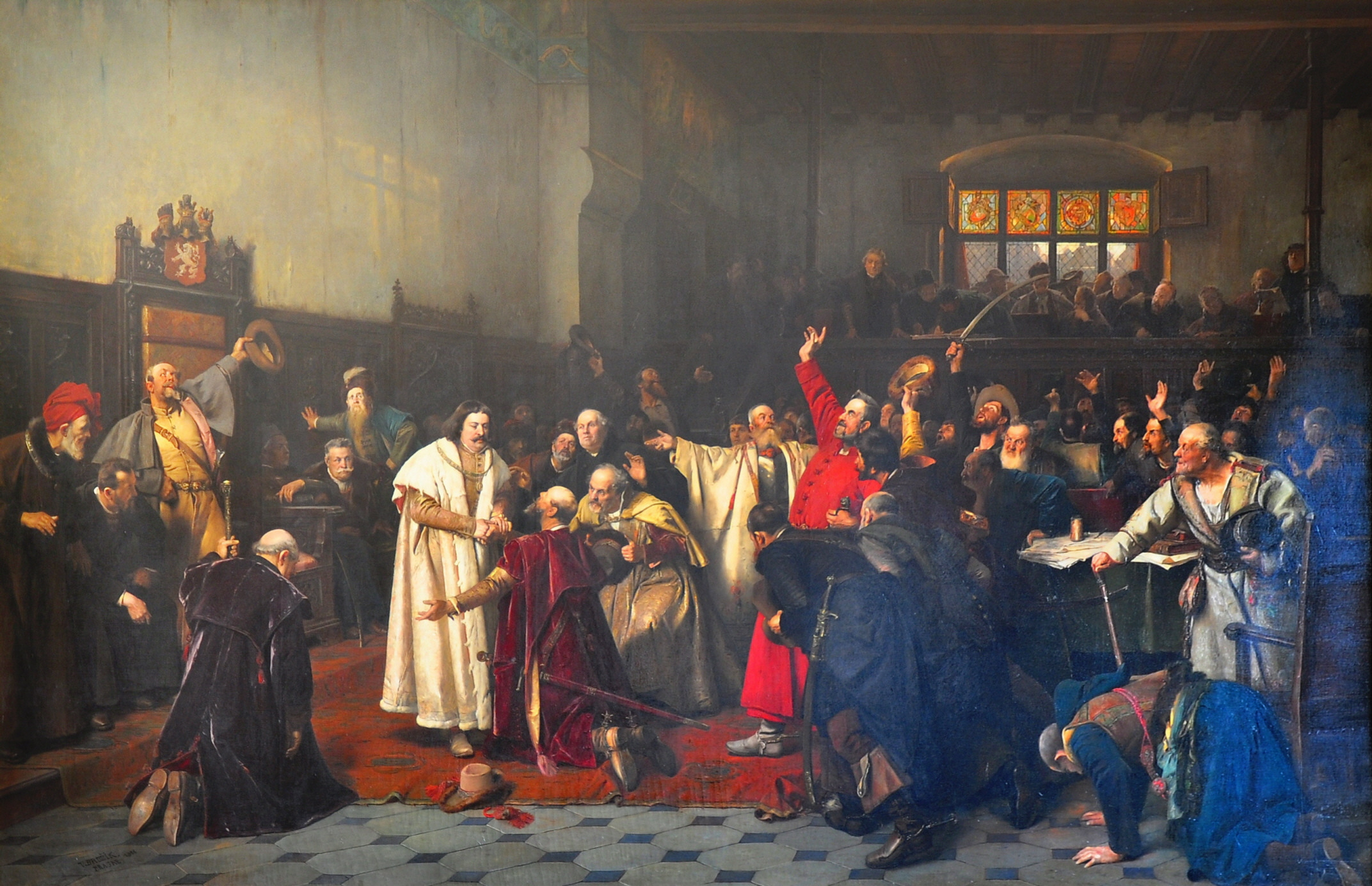
Wahl Georg von Podiebrads zum König von Böhmen (von Václav Brožík, 1898)

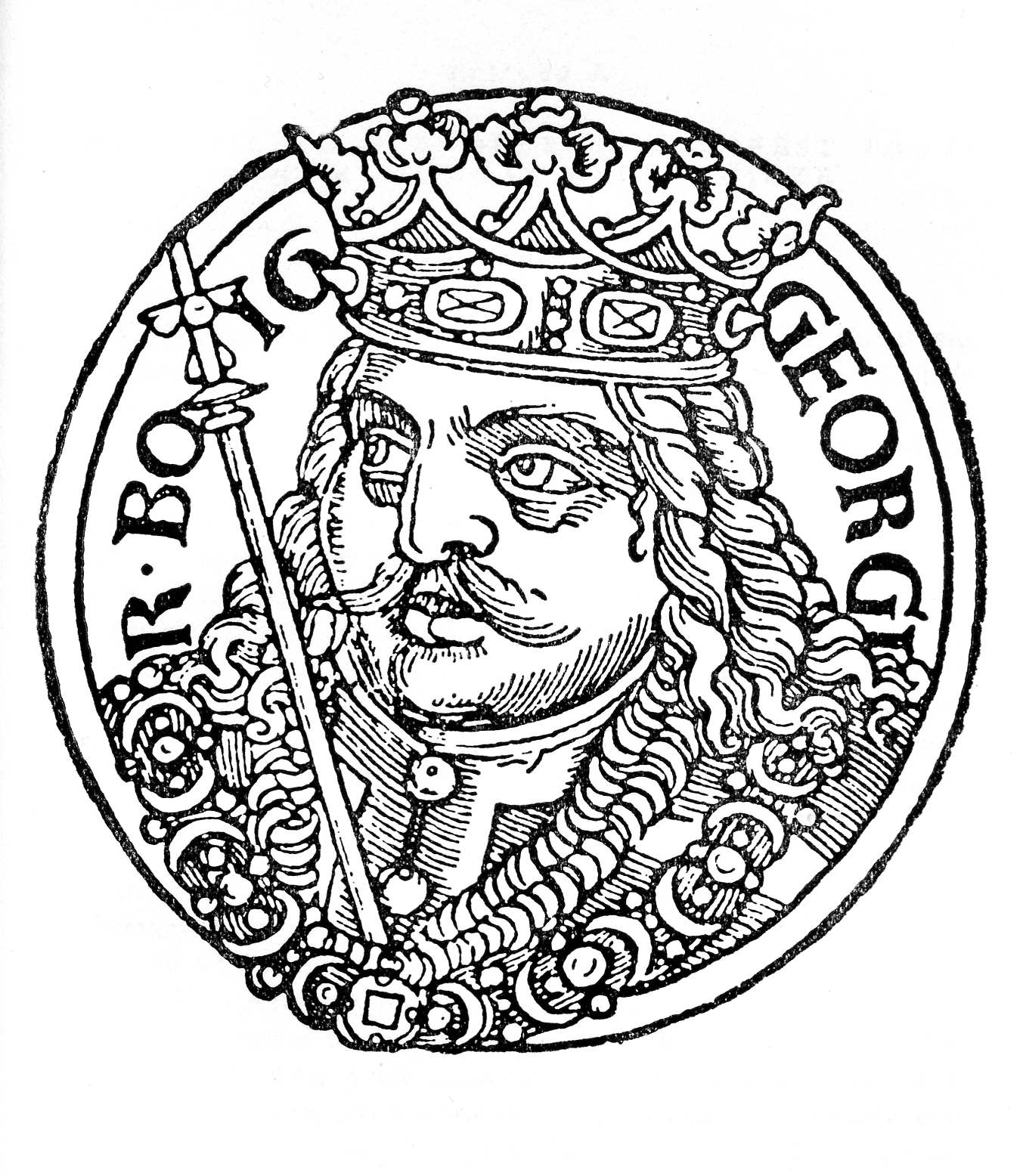
König Georg von Podiebrad (Chronik des Martin Cuthenus, 1539)

Bei der anschließenden Wahl Georgs zum König von Böhmen, mit dem er durch dessen erste Ehefrau Kunigunde von Sternberg verschwägert war, wurde er aktiver Agitator, erteilte ihm als erster seine Stimme und ergab sich ihm kniend mit dem Zuruf: „Es lebe Georg, unser König und lieber Herr“. Nach der Krönung schritt Zdenko an der Seite des Königs. Zwischen beiden entstand eine tiefe Freundschaft. Es ist belegt, dass der König Zdenko oft auf seinem Herrensitz besuchte. Auch den neuen König begleitete er auf seinen diplomatischen Reisen nach Österreich, besuchte Kaiser Friedrich in Eger, überbrachte 1460 dem Kaiser eine Botschaft und nahm an den Versammlungen im schlesischen Beuthen und in Glogau teil. Für seine Dienste erhielt er 1460 Kotzobentz, das er zwei Jahre später wieder verkaufte.
1461 belehnte ihn König Georg mit der Herrschaft Cottbus in der Lausitz, die im Herrschaftsbereich von Kurfürst Friedrich II. von Brandenburg war  und für die böhmische Krone wieder zurückgewonnen werden sollte. Im Herbst desselben Jahres scheiterte er jedoch mit einem Heer vor den Toren von Cottbus und verzichtete 1462 auf seine Ansprüche. In diesen Jahren zog er ebenfalls nach Österreich im Auftrag des Königs. Seine Dienste für den Kaiser wurden mit Krems und Weitra belohnt.
Nach 1462 trübte sich die enge Beziehung, als sich Zdenko gegen die Prager Kompaktate aussprach, in denen den Hussiten einige Zugeständnisse gewährt wurden. 1465 kam es zum endgültigen Bruch, und Zdenko stellte sich gegen den utraquistischen König. Er war der Anführer eines Zusammenschlusses von Adligen aus dem Herrenstand, der Zelenohorská jednota (Grünberger Allianz), der dem König vorwarf, die Städte zu bevorzugen und den Einfluss des niedrigen Adels zu stärken. Das Selbstbewusstsein der Adelsopposition wurde durch die Ablehnung der Kompaktate von Basel durch den Papst gestärkt. Papst Pius II. ernannte in der Bulle von 1467 Zdenko zum obersten Hauptmann der katholischen Opposition. Wegen Störung des Landfriedens 1467 wurde ihm seitens der böhmischen Krone am 21. April der Krieg erklärt und die Einnahme der Sternberger Burgen, vor allem Konopischt, Sternberg, Kostelec, Raudnitz, Helfenburg und Meschitz befohlen. Zdenko wandte sich an den polnischen König und an Adelige und bat um Hilfe. Als ihm diese verwehrt wurde, verhandelte er mit dem ungarischen König, und dieser sagte ihm die Unterstützung schließlich auch zu.
Zdenek von Sternberg nutzte die Situation aus, dass durch den Papst gegen den böhmischen König ein Kreuzzug ausgerufen worden war, an dessen Spitze der ungarische König Matthias Corvinus stand. Dieser wurde nun durch katholische böhmische Adlige unter Führung Zdenkos unterstützt. Um die Kreuzzüge finanzieren zu können, erhielt Zdenko Choustník und Sobieslau. Im April 1469 wurde Matthias in Olmütz zum böhmischen König gewählt. Zdenko, der einst König Georg proklamiert hatte, sammelte nun die Stimmzettel ein, vernichtete sie und erklärte in seiner anschließenden Rede die einstimmige Wahl des neuen Königs. Dieser ernannte den Sternberger zum Oberhauptmann des Königreichs, stattete ihn mit der Armee aus und sandte ihn in den Kampf gegen die böhmischen Utraquisten. 1471 eroberte er Zelené Hory, 1473 die Burg in Taus. Etwa 1473 wurde Frieden geschlossen.
Zdenko blieb dem neu gewählten König auch nach dem Tode Georgs von Podiebrad treu. Er war entschiedener Gegner der Wahl Vladislavs II. zum neuen König. 1474 bestätigte ihn Matthias Domaschlitz, und die Prager entschädigten ihn für das beschlagnahmte Vermögen. Seine letzte diplomatische Reise führte ihn 1475 an den österreichischen Hof, wo er die Aussöhnung zwischen Matthias und dem Kaiser herbeiführen sollte. Ein Jahr später starb er in Wiener Neustadt und wurde später nach Budweis überführt und dort im Kloster bestattet.

## Nachkommen
Zdenko war mit Agnes von Janowitz und das zweite Mal mit Agnes von Hasenburg verheiratet. Sie hatten insgesamt acht Kinder.
1. Bohunka
2. Kunhuta (Kunka), die am 12. November 1475 Hynek von Schwamberg ehelichte und nach seinem Tod Frau von Johann Leopold von Obernitz wurde.
3. Ladislaus (Ladislav) (* 20. November 1457; † 1. September 1460)
4. Jaroslav III. (1468–1492), Hauptmann der Lausitz, verheiratet mit Elisabeth von Gera.
5. Johann (Jan), Hauptmann in Iglau, verheiratet mit Katharina von Eckartsau
6. Zdeslav († 26. April 1502 in Holleschau), Hauptmann in Podiebrad, verheiratet mit Margarete von Schwamberg.
7. Georg (Jiřík)
8. Zdeniek (Zdeněk), der jung starb.

Weitere Nachkommen hatte nur noch sein Sohn Jaroslav.